# Hotta Hiroaki
Hiroaki Hotta (sinh ngày 26 tháng 7 năm 1975) là một cầu thủ bóng đá người Nhật Bản.

## Sự nghiệp câu lạc bộ
Hiroaki Hotta đã từng chơi cho Kashiwa Reysol.